# Henry Drummond
Pour les articles homonymes, voir Drummond et Henry Drummond (homonymie).
Henry Drummond (17 août 1851 – 11 mars 1897) est un professeur d'université, biologiste, mais aussi  évangéliste, écrivain et conférencier écossais. Ses écrits, célèbres en leur temps, ne sont plus guère lus aujourd'hui, mais peu d'hommes ont exercé une plus profonde influence religieuse sur leur génération que Drummond, en particulier chez les jeunes hommes.

## Biographie
Henry Drummond est né à Stirling, dans le foyer de William Drummond (décédé en 1888), un semencier, fondateur de la société Drummond Seeds, et de son épouse, née Jane Campbell Blackwood (décédée en 1910). Il poursuit des études secondaires au lycée de Stirling puis à l'Académie Morrison.
Il fait ensuite ses études supérieures à l'Université d'Édimbourg, où il manifeste un attrait fort pour les sciences physiques et mathématiques. Sa profonde foi religieuse est un élément encore plus déterminant dans sa vie et le pousse à s'affilier à l'Église libre d'Écosse et à se préparer à un ministère pastoral ou diaconal. C'est à ce moment qu'il s'intéresse profondément à la mission évangélisatrice de Moody et Sankey, y participant même activement pendant deux ans.
En 1877, il devient maître de conférences en sciences naturelles, au Collège de l'Église Libre de Lynedoch Street à Glasgow, ce qui lui permet de mener de front toutes les activités auxquelles il se sent appelé. Ses études le conduisent à écrire "du Droit Naturel dans le Monde Spirituel", un ouvrage dont l'argument central est que le principe scientifique de continuité s'étend du monde physique au monde spirituel. Avant que le livre ait été publié en 1883, Henry Drummond part en Afrique centrale à l'invitation de la Société des Lacs Africains (en).
En 1880, il est élu membre (fellow) de la Royal Society of Edinburgh avec comme proposants Sir Archibald Geikie, William Thomson (Lord Kelvin), John Gray McKendrick (en), et Sir Robert Christison.

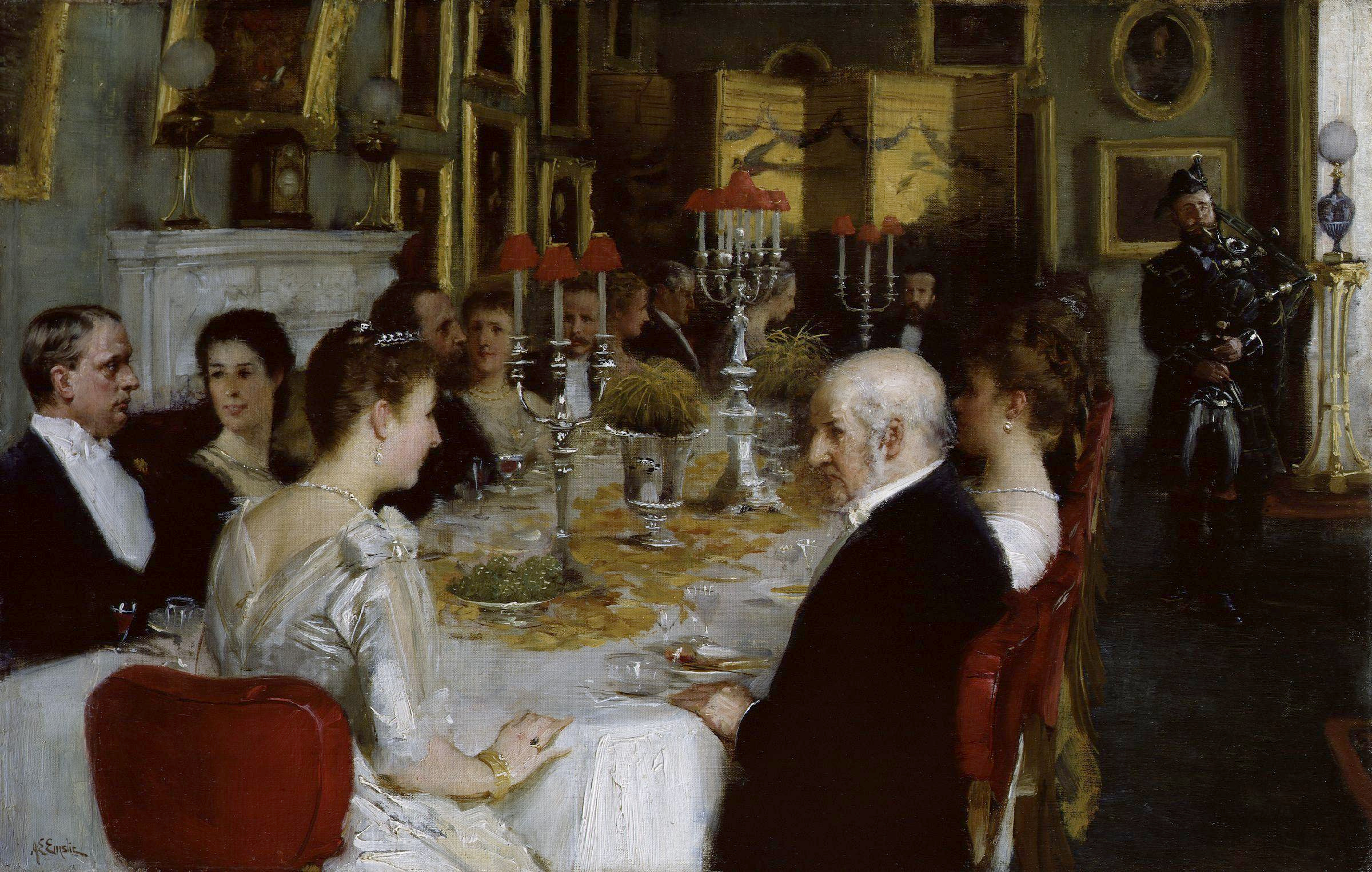
Dîner à Haddo House (1884), tableau d'Alfred Edward Emslie

À son retour, l'année suivante, il constate qu'il est devenu célèbre. En 1884, il est invité au château de Haddo House pour un dîner organisé par John Hamilton-Gordon, 1er marquis d'Aberdeen et de Temair en l'honneur de William Ewart Gladstone lors de sa tournée en Écosse. De très nombreux lecteurs, tant parmi les religieux que les scientifiques, ont trouvé dans la Loi Naturelle le terrain commun dont ils avaient besoin; et l'universalité de la demande démontre a minima le bon timing de cette publication. Drummond continue à s'intéresser activement aux mouvements religieux et missionnaires parmi les étudiants membres de l'Église Libre.

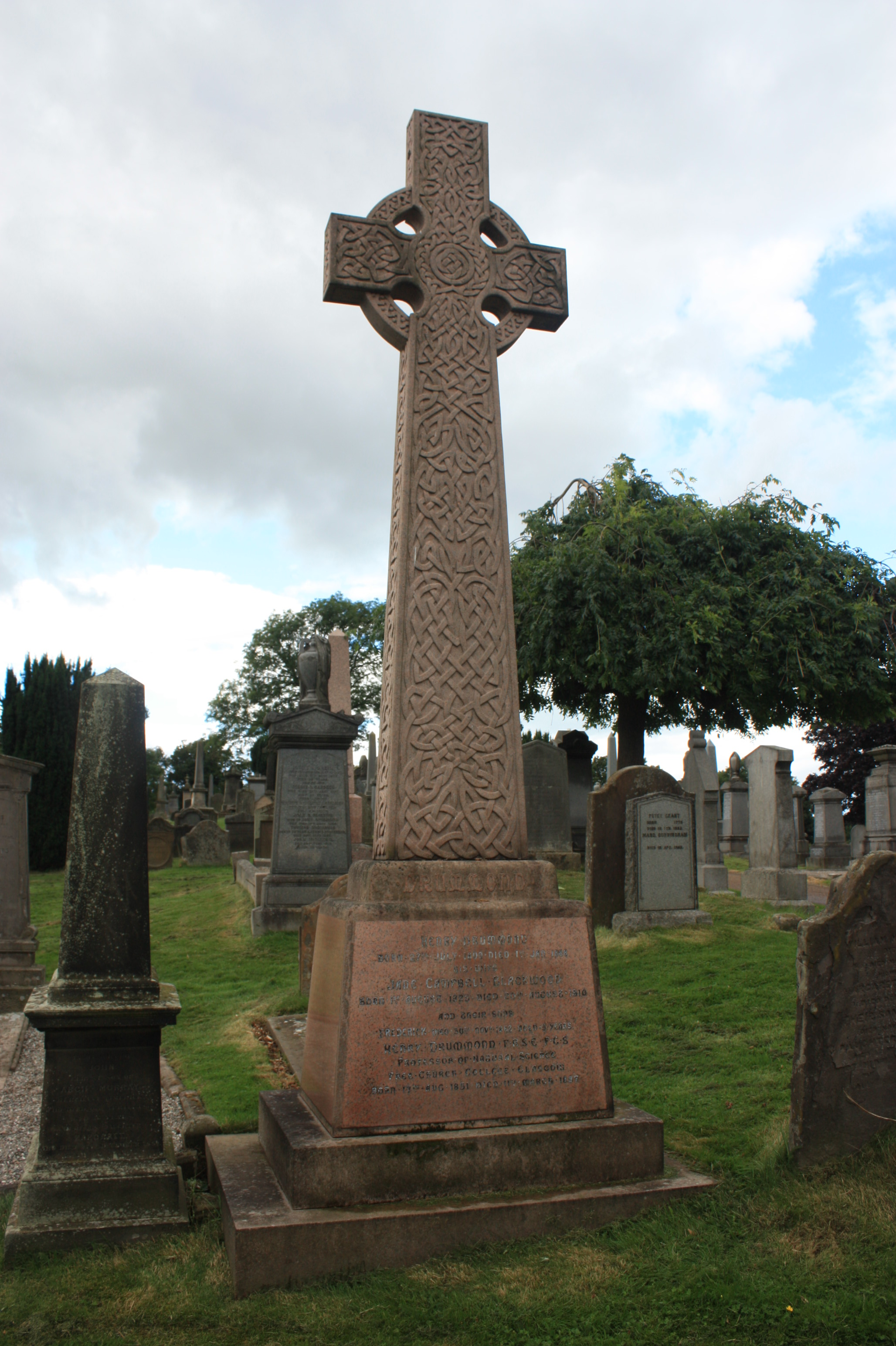
La tombe d'Henry Drummond, Valley Cemetery, Stirling

En 1888, il publie "l'Afrique Tropicale", un précieux recueil d'informations sur l'Afrique. En 1890, il voyage en Australie, et est invité à prononcer les Lowell Conferences à Boston en 1893. Il a eu l'intention d'en mûrir encore le texte, mais une tentative de piratage le contraint à le publier dès 1894 sous le titre de "L'Ascension de l'Homme". Leur objet est de montrer le rôle important de l'altruisme, du soin désintéressé et de la compassion des animaux entre eux dans le processus de sélection naturelle, une thèse déjà avancée par ailleurs par le professeur John Fiske. Dans cette dernière phase de sa vie, il habite au 3 Park Circus à Glasgow.
La santé de Drummond se gâte peu après (il a souffert d'un cancer des os depuis quelques années), et il meurt le 11 mars 1897, lors d'un voyage à Tunbridge Wells. Son corps est retourné au cimetière de Holy Rude à Stirling pour être enterré auprès de ses parents. La tombe, marquée par une grande croix celtique de granit rouge très reconnaissable, se trouve au nord-est de l'église.
En 1905, une plaque à sa mémoire est apposée dans le Collège de l'Église Libre à Edimbourg, avec un médaillon sculpté par James Pittendrigh Macgillivray.

## Message de Drummond
Il semble que le rayonnement de Drummond comme évangéliste, et particulièrement comme évangéliste parmi les étudiants, ait tenu aux facteurs suivants :
- une force de séduction due à un enthousiasme communicatif, voire un certain magnétisme personnel, une capacité à faire passer à ses auditeurs le sentiment qu’il vivait à cause de sa foi chrétienne une vie plus riche, plus riante et plus heureuse,
- une éloquence aisée et chaleureuse,
- une thématique rapprochant le domaine scientifique et le domaine spirituel, qui à elle seule était une source d’attraction pour les étudiants, et qui lui permettait d’illustrer ses propos par des illustrations tirées d’observations scientifiques,
- une thématique d’évangélisation basée sur la relation directe entre le chrétien et le Christ : Make Christ your most constant companion, "faites de Christ votre compagnon le plus fiable", proclamait-il. L’amitié avec le Christ était selon lui un thème central du christianisme, source de la mystique d’un Saint-Paul ou d’un Saint-Pierre et au cœur de la piété évangélique. Cette idée fut accueillie très favorablement par de nombreux étudiants chrétiens en pleine recherche et parfois traversés par le doute[1].

De ses  études sur la biogenèse et la classification, il avait tiré l’essentiel de ses idées initiales : le caractère spécifique de la vie chrétienne par rapport à une vie "seulement morale" et caractère soudain et inexplicable de l’ouverture à la vie spirituelle de l’esprit humain, donc de la nécessité et de la possibilité de la conversion. Plus ces idées lui sont apparues corroborées par la science, plus il en faisait une présentation précise et ingénieuse. Au cours de sa vie, il évolua vers une opposition moins tranchée entre "vie chrétienne" et "vie seulement morale", et il passa d’une approche très individuelle voire individualiste de la foi à une approche plus collective et insérée dans le service social. 

## Famille
Henry Drummond ne s'est jamais marié et n'a pas eu d'enfants.

## Œuvres
Parmi ses principales œuvres :
- Natural Law in the Spiritual World (1883) ("De la loi naturelle dans le monde spirituel")
- Tropical Africa (1888) ("L'Afrique tropicale")
- The Greatest Thing in the World and Other Addresses (1894) ("La plus grande chose dans le monde et autres discours")
- The Ascent of Man (1894) ("L'ascension de l'Homme")
- The Ideal Life and Other Unpublished Addresses (1897) ("La vie idéale et autres discours inédits")
- The Monkey That Would Not Kill (1898) ("Le singe qui ne voulait pas tuer", livre pour enfants)
- The New Evangelism and Other Papers (1899) ("La nouvelle évangélisation et autres articles")